# Erich Blankenhorn
Erich Blankenhorn (* 14. März 1878 in Karlsruhe; † 15. Januar 1963 in Badenweiler) war ein deutscher Berufsoffizier, der am Ersten Weltkrieg teilnahm und es als Major bis zum Chef des Generalstabs beim Landeskommandanten Baden in Karlsruhe brachte. Als Oberst der badischen Landespolizei stand er loyal zur Weimarer Republik. 1933 entlassen, war er ab 1934 ehrenamtlicher Leiter des Badischen Armeemuseums in Karlsruhe, dem heutigen Wehrgeschichtlichen Museum Rastatt.

## Leben

### Militärischer Werdegang
Nach dem Abitur an einem Gymnasium in Karlsruhe trat Blankenhorn 1896 als Einjährig-Freiwilliger in das 1. Badische Leib-Dragoner-Regiment Nr. 20 der Preußischen Armee in seiner Heimatstadt ein. Im Jahre 1897 kam er als Fahnenjunker zum 3. Badische Dragoner-Regiment „Prinz Karl“ Nr. 22 nach Mülhausen. Ein Jahr später avancierte er zum Leutnant und 1909 erfolgte die Beförderung zum Oberleutnant. 1910 wechselte Blankenhorn in das 2. Rheinische Husaren-Regiment Nr. 9 nach Straßburg. Ab dem 1. April 1912 war er zunächst auf ein Jahr zur Dienstleistung beim Großen Generalstab nach Berlin kommandiert. Dieses Kommando verlängerte sich um ein weiteres Jahr, bis er im März 1914 als Rittmeister unter Belassung beim Großen Generalstab in den Generalstab der Armee versetzt wurde.
Während des Ersten Weltkriegs tat er Dienst als Zweiter Generalstabsoffizier (Ib) und dann vertretungsweise als Erster Generalstabsoffizier (Ia) im Generalstab der 4. Kavallerie-Division. Er war an der Westfront in Frankreich und an der Ostfront eingesetzt. 1915 war er als Angehöriger des Generalstabs Armee-Oberkommando 11. Armee in die Kämpfe in Galizien und Polen verwickelt. Später wurde er in den Generalstab der Heeresgruppe Mackensen versetzt, die an den Feldzügen auf dem Balkan in Mazedonien und Serbien teilnahm. 1916 wurde er Erster Generalstabsoffizier der 35. Reserve-Division. Es schloss sich die Verwendung im Generalstab der 1. Armee 1916 und als Erster Generalstabsoffizier im Generalstab der 240. Infanterie-Division in Oberelsaß 1917 an. 1917 wurde er auch beim Chef des Generalstabes des Feldheeres in Bad Kreuznach verwendet. 1918 wurde er Generalstabsoffizier der 236. Infanterie-Division, die an der Deutschen Frühjahrsoffensive 1918 teilnahm. 1918 wurde er als Major zum Generalstab des Deutschen Alpenkorps kommandiert, welches an den Abwehrschlachten im Westen und an den Rückzugskämpfen in Mazedonien und Serbien beteiligt war.
Nach der Demobilmachung 1918 in München wurde er 1919 Erster Generalstabsoffizier des Generalkommandos XVIII. A. K./Salzburg. Außerdem war er an der Aufstellung der Reichswehr-Brigade 14 in Karlsruhe beteiligt. 1919 wurde er schließlich Chef des Generalstabs beim Landeskommandanten Baden in Karlsruhe und 1920 aus dem aktiven Dienst verabschiedet.

### Badische Polizei
Im Zuge des Friedensvertrages von Versailles erhielt er durch den badischen Minister des Innern, Adam Remmele (SPD), den Auftrag, eine „kasernierte Sicherheitspolizei“ zu installieren. Er griff auf ehemalige Soldaten und Volkswehreinheiten zurück, die integriert in eine Polizeiabteilung dem Innenministerium unterstellt wurden (heute Bereitschaftspolizei). Von 1920 bis 1933 war Polizeioberst Blankenhorn Leiter der badischen Landespolizei. Außerdem leitete er bis 1933 den Badischen Polizeisportverband.
Sowohl gegen kommunistische als auch nationalsozialistische Republikfeinde brachte er die Landespolizei zum Einsatz. So stand er beim Kapp-Putsch 1920 und bei den sogenannten oberbadischen Unruhen 1923 loyal zur demokratischen Republik Baden. 1933 versuchte er das Hissen von NS-Flaggen auf Dienstgebäuden in Karlsruhe zu verhindern. Nach der „Machtergreifung“ der Nationalsozialisten 1933 geriet er in „Schutzhaft“; Im April 1933 wurde er in den einstweiligen und im Juli 1933 in den Ruhestand versetzt.

### Museumsleitung
Karlsruhe verhalf er zu einer wehrgeschichtlichen Sammlung. Im Mai 1934 wurde sie im ehemaligen Marstall des Karlsruher Schlosses der Öffentlichkeit zugänglich gemacht. Er leitete ehrenamtlich das „Badische Armeemuseum“ (ab 1936: „Armeemuseum Karlsruhe/Deutsche Wehr am Oberrhein“) ebendort. Des Weiteren wurde eine Bibliothek angegliedert, heute Bibliothek des Wehrgeschichtlichen Museums.
Nach Kriegsende vereinigte er die ausgelagerten Exponate im Neuen Schloss auf dem Florentinerberg in Baden-Baden. 1949 wurde das „Badische Historische Museum“ neugegründet. 1956 erfolgte die Verlegung in das Schloss Rastatt („Historisches Museum Schloß Rastatt“). Die Sammlung fungierte als Grundstock für das Wehrgeschichtliche Museum, das 1969 der Bundeswehr unterstellt wurde.

## Familie und Nachlass

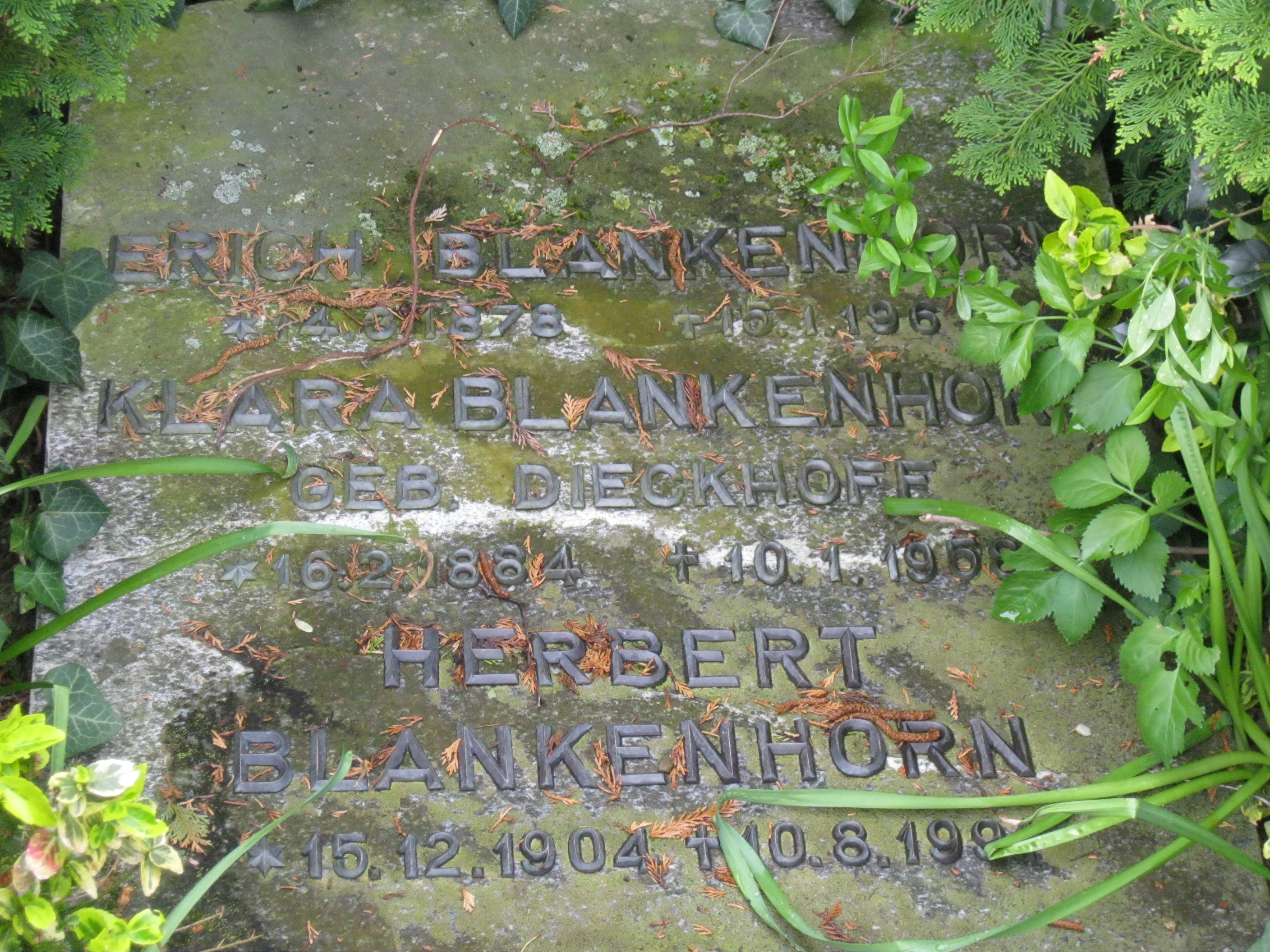
Erich Blankenhorns Grab

Blankenhorn, evangelisch, wurde als Sohn des Weinbauforschers und Gründers des Deutschen Weinbauvereins Adolph Blankenhorn (1843–1906) und dessen Frau Adolphine, geb. Blankenhorn (1845–1928), als eines von fünf Kindern geboren. Blankenhorn war ab 1904 mit Klara, geb. Dieckhoff, Tochter des Polizeipräsidenten von Mülhausen i. E., verheiratet und Vater von drei Kindern, darunter dem nachmaligen Diplomaten Herbert Blankenhorn (1904–1991).
Sein Nachlass mit Vorträgen zur Geschichte der badischen Polizei und zu seinen Aktivitäten im badischen Polizeidienst zwischen 1919 und 1933 wird im Landesarchiv Baden-Württemberg, Staatsarchiv Freiburg als Bestand T 1 Blankenhorn, Erich verwahrt.
Das Regionalmuseum Markgräfler Museum Müllheim beherbergt die „Badische Bibliothek“ aus dem Nachlass der Familie, die durch Blankenhorn gefördert und bewahrt wurde.

## Auszeichnungen
1952 wurde Blankenhorn das Verdienstkreuz (Steckkreuz) der Bundesrepublik Deutschland verliehen.

## Schriften (Auswahl)
- Führer durch das Historische Museum Schloss Rastatt. 3 Bände, Historische Museum Schloss Rastatt, Rastatt 1960 ff.